# Broken Heroes
Broken Heroes – piosenka heavymetalowa zespołu Saxon, wydana w 1985 roku jako singel promujący album Innocence Is No Excuse.

## Charakterystyka
„Broken Heroes” jest piosenką o charakterze antywojennym. W szczególności inspiracją do powstania utworu była wojna o Falklandy, chociaż zawiera on także odniesienia do wojny wietnamskiej, drugiej oraz pierwszej wojny światowej. Tytułowi złamani bohaterowie to polegli żołnierze – ofiary wojen – którzy nie zaznali chwały na polu walki. Piosenka cechuje się prostotą przekazu, unikając skomplikowanych metafor.
Utwór został wydany w 1985 roku w Stanach Zjednoczonych w formie promo przez Capitol Records. Rok później Parlophone wydał singel we Francji z utworem „Raise Some Hell” jako stroną B.
Piosenka zajęła pierwsze miejsce na liście przebojów Programu Trzeciego, utrzymując się na niej przez 26 tygodni.
Covery utworu w 2005 roku nagrały zespoły Twyster oraz Undercode.